# 肾绞痛
肾绞痛(Renal colic)，腹痛的一种类型，多由肾结石或输尿管结石引发。肾绞痛并不是一种独立的疾病，而是一种症状，因而病因也有可能是其他原因而引发。